# Polyplax alaskensis
Polyplax alaskensis är en insektsart som beskrevs av Ewing 1927. Polyplax alaskensis ingår i släktet Polyplax och familjen ledlöss. Inga underarter finns listade i Catalogue of Life.